# V701 Coronae Australis
V701 Coranae Australis eller HD 176723, är en ensam stjärna belägen i norra delen av stjärnbilden Södra kronan. Den har en högsta skenbar magnitud av ca 5,69 och är svagt synlig för blotta ögat där ljusföroreningar ej förekommer. Baserat på parallax enligt Gaia Data Release 3 på ca 15,3 mas beräknas den befinna sig på ett avstånd av ca   213 ljusår (ca  65 parsec) från solen. Den rör sig bort från solen med en heliocentrisk radialhastighet av ca 4 km/s. På dess nuvarande avstånd är V701 Coronae Australis ljusstyrka minskad med 0,25 magnitud på grund av skymning av interstellärt stoft.

## Observation

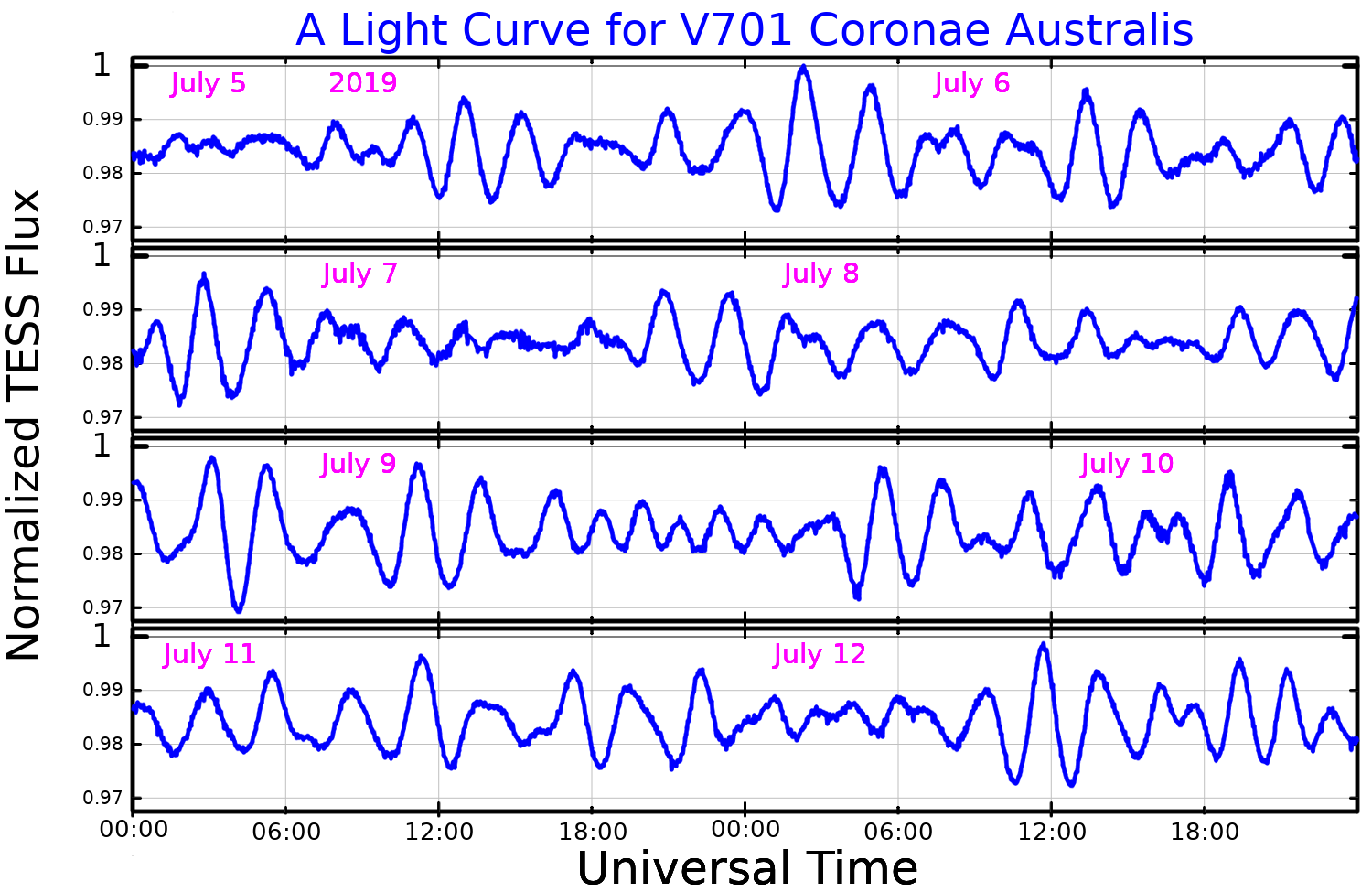
Ljuskurva i för V701 Coronae Australis, anpassad från TESS-data.

Objektet misstänktes först 1990 vara variabelt. Variationerna matchade Delta Scuti-variablerna. Tre år senare bekräftades den vara variabel och fick variabelbeteckningen V701 Coronae Australis. Den varierar mellan magnitud 5,69 och 5,73 med en variationsperiod av 3,25 timmar.

## Egenskaper
V701 Coronae Australis är en vit till blå stjärna av spektralklass F2 III/IV vilket anger att den är en utvecklad  stjärna av spektraltyp F och en blandning av underjätte och jättestjärna. Den andra klassificeringen, F0 IIIn, anger att V701 Coronae Australis har breda eller diffusa absorptionslinjer i dess spektrum beroende på stjärnans snabba rotation. Den har en massa av ca 1,8 solmassor och en radie av ca 2,9 solradier. Den anger energi från dess fotosfär motsvarande ca 17,5 gånger solen vid en effektiv temperatur av ca 7 000 K. Stjärnan är metallfattig med ett järninnehåll på 62 procent a solens (Fe/H= -0,21) och uppskattas ha en ålder av 1,25 miljarder år. Den roterar snabbt med en projicerad rotationshastighet av 265 km/s, vilket gör att den har en ekvatorialradie som är ca 26 procent större än polarradien. Den ansågs vara en kemiskt säregen stjärna och fick en klass av FpSr. Dess säregenhet anses nu (2023) dock vara tveksam.